# 小西克幸
 小西克幸（日语：／ Konishi Katsuyuki，1973年4月21日—）為日本男性聲優。賢Production所屬，劇團HEROHERO-Q公司副座長。出身於和歌山縣和歌山市。身高180cm，體重70kg，B型血，星座金牛座。家裡分別有相差四歲的姊姊和弟弟。

## 人物
- 聲音可配出二十多歲的青年人，偏向成熟形，但高昂的聲線可營造出不錯的氣氛。較為人知的角色是《無愛之戰（LOVELESS）》的我妻草燈。
- 生活方式很內宅派，喜歡蒐集DVD，而且不喜歡穿鞋子。
- 在MVG2007年的我最喜愛聲優中排行第五。
- 名字「克幸」的意思是「『克』服困難而變得『幸』福」。
- 與同事務所的冰青是同年同月同日生。

## 演出作品
※粗體字表示說明飾演的主要角色。

### 電視動畫
1997年
- 妖精狩獵者（自警團員）
- 逮捕令（上班族A）
- 小豬萬萬歲（情侶的男生）
- 神奇寶貝（小智的卡比獸、小智的赫拉克羅斯、信使鳥、大菊花、其他）
- 勇者王（ボルフォック）

1998年
- 吸血姬美夕（記者）
- 爆走兄弟Let's & Go!!（まさお、タメさん）

1999年
- 库洛魔法使（斯比奈鲁·太阳（原始型態）、寺田良幸）
- 地球防禦企業（伊集院博孝/橫澤晉也）
- 星方天使（イエガー）

2000年
- 夢幻天女（十夜）
- 傀儡師左近（大島）
- 星界的戰旗（パーヴェリュア、キドロイル先任翔士）
- 第一神拳（リングアナウンサー）
- 袖珍女侍小梅（大門大、おまわりさん、オヤジ）
- 名侦探柯南（法医、緒方稔、手塚洋一、鑑識官、刑警）

2001年
- 少年足球（高柳、廣播員）
- 鋼鐵天使（司会者、父親）
- 通靈王（阿彌陀丸ラキスト・ラッソ、Mr.リトル・レイク、デンバット）
- 鄰家女孩TV Special 迷惘的十字路口（風之速）（ブライアン）
- 地球少女Arjuna（所員B、シード隊員D）
- 電腦冒險記（ガリューン、ワイバリオン、フランベルク・H・ジャカール）
- 棋魂（蘆原弘幸）
- 神奇寶貝雷公 雷之傳說（雷公）
- 魔法戰士李維（李維）
- 名偵探柯南（中村刑警、社員A）

2002年
- 水瓶戰記（廣田伸吾）
- 阿倍野橋魔法商店街（田中幸平）
- 反斗小王子（一六六·五）
- 銀河天使 第2期（瀧隊長）
- 閃靈二人組（阿久津俊介、雨流俊樹）
- 鬼眼狂刀（鬼眼之狂、壬生京四郎）
- 十二國記（醐孫的同伴、生田先生）
- 數碼寶貝04無限地帶（輝二的父親、ピッドモン）
- 東京喵喵（桃宮慎太郎）
- 驚爆危機（白井梧）
- 神奇寶貝超世代（小次郎的沙漠奈亞、小智的龍蝦小兵、小火龍、怪盜班那伊、其他）
- 週刊神奇寶貝放送局（小智的卡比獸、小智的赫拉克羅斯 他）

2003年
- 白色十字架（ベルガー）
- 宇宙星路（クラーク司令）
- 銀河天使 第3期（レポーター）
- 救難小英雄（水島純一）
- 廢棄公主（弗雷）
- 偵探學園Q（大林一樹）
- 灌籃少年（土橋健二）
- 網球王子（梶本貴久）
- 鋼之鍊金術師（受験者）
- 第一神拳 Champion Road（リングアナウンサー）
- 鼻毛真拳（タラシ、カネマール）
- 名偵探柯南（穗島朗）
- 洛克人EXE AXESS（火野ケンイチ、マジックマン、ブライトマン）

2004年
- R.O.D -THE TV-（米兵チーフ）
- 銀河天使 第4期（カバオ）
- Keroro軍曹（走り屋 #21）
- SD鋼彈FORCE（阿修羅丸 / 孔雀丸）
- 陰陽大戰記（大火のヤタロウ、飛鳥之父）
- 極道鮮師（篠原智也）
- 貯金大冒險（マフィンクス、シバヅケ、ワサビ 他）
- 魁！！天兵高校（社員A、ワル）
- 混沌武士（大吉）
- 變形金剛：超能連結（巨神柯博文）
- 光與水的女神（ジロー）
- BLEACH（淺野啓吾、檜佐木修兵）
- 洛克人系列（火野ケンイチ、マジックマン、ブライトマン）
- 今日大魔王!（澀谷勝利）

2005年
- 植木的法則（鬼山紋次郎）
- 增血鬼果林（雨水健太）
- 強殖裝甲 （卷島顎人）
- 極上生徒會（栗須四門）
- 創聖機械天使（情報翅・智翅）
- 聖魔之血（拉杜・巴旺）
- 黑貓（Zaguine Axeloake）
- 血戰 BLOOD+（哈吉/赫玆）
- 舞-乙HiME（薛凱．王）
- 名偵探柯南（水原良二）
- MÄR 魔兵傳奇（亞修、尤比特、ボス）
- 烘焙王（カルネ）
- 勇者王（ボルフォッグ/ビッグボルフォッグ（OVA版の音源使用））
- LOVELESS（我妻草燈）
- 聖鬥士星矢 冥王篇（一輝）

2006年
- 學園天堂 BOY'S LOVE HYPER!（丹羽哲也）
- 金色琴弦～primo passo～（王崎信武）
- 灼眼的夏娜（梅利希姆）
- 少年陰陽師（紅蓮）
- 驅魔少年（科穆伊·李）
- 純愛手札 Only Love（神野領一）
- 神奇寶貝鑽石&珍珠（小次郎的沙漠奈亞、小剛的不良蛙、其他）
- 名偵探柯南（北田）

2007年
- 大江戶火箭（源藏）
- 風之聖痕（厄文·雷斯札爾）
- 機神大戰（ハサン・パパス）
- KISSDUM ENGAGE planet星界死者之書（真崎）
- 京四郎與永遠的空（綾小路京四郎）
- 鬼太郎 第5作（小豆洗い、朱の盤、傘化け（初代）、五官王（7話のみ）、編集長、ドラキュラ三世、川男、土史蔵、居酒屋の息子、ドラキュラ二世、五道転輪王）
- 神曲奏界（佐伯‧藍伯特）
- 無敵偵探貴公子（猪神隆介）
- 惡魔獵人（賽門/サイモン）第11集
- 天元突破 紅蓮螺巖（卡米那、麥肯（以之名義））
- 哆啦A夢（ケネス）
- 旋风管家（野野原楓、前輩）
- BAMBOO BLADE （石田虎侍、レッドブレイバー）
- 非戰特攻隊（ラーン）
- 豆芽小文（美里熏）
- ONE PIECE（薩爾可）
- 魔法人力派遣公司（隻蓮）

2008年
- 機動戰士GUNDAM 00（約翰‧崔尼提、監視者 #16）
- 今日大魔王!第三季（澀谷勝利）
- 銀魂（末吉）
- 死神BLEACH（桧佐木修兵）
- SKIP·BEAT！ （敦賀蓮）
- 鶺鴒女神（瀨尾香）
- 泰坦尼亞（法恩．修里克）
- 超時空要塞 Frontier（奧茲馬·李）
- 无限之住人（閑馬永空）
- 幻影少年（洸）
- 聖鬥士星矢 冥王哈帝斯極樂淨土篇（一輝）

2009年
- 明日的與一!（鷺之宮右京）
- 金色琴弦～secondo passo～（王崎信武）
- 銀魂（天堂蒼達）
- 空中鞦韆（荒井）
- 黑神（獅子神黎真）
- GA 藝術科美術設計班（魚住）
- 神曲奏界crimson S（佐伯‧藍伯特）
- 秀逗魔導士（タフォーラシア国民A）
- 蒼天航路（李通/萬億）
- 寵物反斗星（ナレーター、GOTCHIMAN、だいくっち、めめぱぱっち）
- 七龍珠改（基紐隊長、孫悟空（與基紐隊長靈魂互換時））
- 信蜂（拉路歌·萊特）
- BASQUASH!（蘇拉修・肯茲（青年））
- 旋风管家 第二季（野野原楓、咲夜爸爸、犯人A）
- FAIRY TAIL魔導少年（拉格薩斯·多雷亞）
- 名偵探柯南（森村警視）
- 義呆利 Axis Powers（美國、加拿大）
- 潘朵拉之心 (基爾巴·奈特雷伊)

2010年
- 神隱之狼（鷲羽美幸）
- 鶺鴒女神第2季（瀨尾香）
- 戰鬥司書系列（尤奇佐納＝哈姆羅）
- 寵物反斗星（どろっち、セバスチャンっち、ぼけっち、太陽っち、ぱぱぱっち、ぱっち族の長老）
- 變形金剛進化版（憤怒射手，Ａ‧Ａ‧亞徹）
- 偵探歌劇 少女福爾摩斯（ペロ・グーリ）
- 信蜂Reverse（拉路歌·萊特）
- 無頭騎士異聞錄 DuRaRaRa!!（田中湯姆、黄巾賊J）
- 科學超電磁砲（黑妻綿流）
- 咎狗之血（桐）
- 花丸幼稚園（柊的父親、組長）

2011年
- 灼眼的夏娜Ⅲ（梅利希姆）
- Sacred Seven（研美 悠士）
- 世界一初戀（高野政宗）
- 世界一初戀2（高野政宗）
- 寵物反斗星（がまのすけ、こわもてっち、ドン・パラっち、たまサンド族長老）
- 美食獵人TORIKO（烏曼梅田）
- 妖怪少爺（花開院龍二）
- 眾神中的貓神（SPA店員/前店員、B婆）
- HIGH SCORE（松本政宗）
- 惡魔奶爸（男鹿辰巳）
- 神奇寶貝鑽石&珍珠 特別編（ユウゾウ、小剛的不良蛙）
- 請認真的和我戀愛！！（風間翔一）
- 名偵探柯南（辻荣尊作）
- 最後流亡-銀翼的飛夢-（凱文）

2012年
- 聖誕之吻SS+ plus（イナゴマスク）
- 白熊咖啡廳（常勤熊猫）
- 聖鬥士星矢Ω（蒼摩）
- 寵物反斗星（バーテンダー、はなはな村の村長、でんしょハートっち）
- 男子高校生的日常（中央高中副會長）
- 夏目友人帳 肆（夏目的爸爸）
- 頭文字D Fifth Stage（皆川英雄）
- 冰菓（海藤武雄）
- 天才黃金腦～神之謎（Whist）
- 神奇寶貝超級願望（竹蘭的烈咬陸鯊 他）
- 最強學生會長（門司三年生）
- 豆芽小文Returns（美里熏）
- 軍火女王（R、觀光客）
- 閃電十一人GO 時空之石（扎納克‧阿伯洛尼克）

2013年
- 我的朋友很少NEXT（羽瀨川隼人）
- 問題兒童都來自異世界？（曼德拉）
- 黑色嘉年華（時辰）
- 翠星上的加爾岡緹亞（比尼昂）
- 蟲奉行（蟲狩頭領）
- 革命機Valvrave（戴流斯·瓦登伯格）
- 槍彈辯駁 希望學園與絕望高中生 THE ANIMATION（大和田大亞）
- 銀之匙 Silver Spoon（八軒慎吾）
- 義呆利 The Beautiful World（美國、加拿大）
- DIABOLIK LOVERS（逆卷憐司）
- 靈裝戰士（波爾剛）
- KILL la KILL（黃長瀨紬、阿貪）
- 當不成勇者的我，只好認真找工作了。（阿瑪達店長）
- 閃電十一人GO 銀河（市川 座名九郎）

2014年
- 屬性同好會（風間堅次）
- 抓狂徵信社（米良）
- WIZARD BARRISTERS～弁魔士賽希爾（柄工双静梦）
- 金色琴弦 Blue♪Sky（如月律）
- 妖精的尾巴（拉格薩斯·德雷亞）
- 東京喰種（亞門鋼太朗[2]）
- 鬼燈的冷徹（別西卜）
- 鋼彈桑（夏亞）
- 斬！赤紅之瞳（布蘭德）
- SHIROBAKO（明日川）
- 七大罪（都雷法斯）

2015年
- 無頭騎士異聞錄 DuRaRaRa!!×2 承（田中湯姆）
- 美男高校地球防衛部LOVE！（橋田割男）
- 東京喰種√A（亞門鋼太朗[3]）
- The Rolling Girls（酒吞童子）
- 亞爾斯蘭戰記（夏普爾、伊斯方）
- 亂步奇譚 拉普拉斯的遊戲（加賀美）
- 潮與虎（九印）
- T宝的悲惨日常 夢幻編（新聞主播·播報員）
- Classroom☆Crisis（村上貞行）
- 無頭騎士異聞錄 DuRaRaRa!!×2 轉（田中湯姆）
- 赤髮白雪姬（薩柯契）
- 監獄學園（諸葛岳人）
- 魔鬼戀人 MORE,BLOOD（逆卷憐司）[4]
- Concrete Revolutio～超人幻想～（半田馨）
- 一拳超人（背心大師）
- 北斗之拳 草莓味（拳四郎）
- 七龍珠超（基紐隊長、古玛（與基紐隊長靈魂互換時））

2016年
- 重裝武器（普萊斯威爾·西堤·史利克）
- 金田一少年之事件簿R 第2期（黑木守）
- 排球少年！！第二季（黑川廣樹）
- 大叔與棉花糖（社長）
- 夢幻之星Online2 The Animation（最後武士）
- GATE 奇幻自衛隊 在彼方的土地，如斯的戰鬥 第2期（索沙爾·埃·凱薩）
- FAIRY TAIL魔導少年 ZERO（尤里·德雷亞）
- 無頭騎士異聞錄 DuRaRaRa!!×2 結（田中湯姆）
- 潮與虎 第2期（九印）
- 鬼牌遊戲（雷蒙德·格倫）
- 鬼斬（旁白）
- 境界之輪迴 第2期 （零不兔）
- Concrete Revolutio～超人幻想～ THE LAST SONG（半田馨）
- 魔奇少年 辛巴達的冒險（巴德爾）
- 宇宙巡警露露子（阿貪星人）
- ONE PIECE 佐烏篇（席浦斯赫德）
- 雙星之陰陽師（雲林院憲剛[5]）
- Rewrite（鳳咲夜）
- DAYS（中澤勝利）
- 男子啦啦隊！！（長谷川弦）
- Fate/kaleid liner 魔法少女☆伊莉雅 3rei!!（大流士·恩茲華斯）
- 美男高校地球防衛部LOVE！LOVE！（過足多賀璃）
- Active Raid－機動強襲室第八課－ 2nd（亞汀）
- 七大罪 聖戰的預兆（都雷法斯）
- 超心動！文藝復興（陶堂千彫）
- 神裝少女小纏（羅伊）
- 排球少年！！烏野高中VS白鳥澤學園高中（黑川廣樹）

2017年
- 青之驅魔師 京都不淨王篇（志摩柔造）
- 新選組鎮魂歌 二分之一（芹澤鴨）[6]
- 來自「没有荣耀的天才们」的故事（日语：栄光なき天才たち）（橋爪四郎）[7]
- 不要輸！！惡之軍團！（閒人）
- 王室教師海涅（店主）
- 櫻花任務（高見澤[8]）
- Re:CREATORS（松原崇）
- 妖怪公寓的優雅日常（伯父）
- 異世界食堂（克里斯蒂安）
- 跳水男孩（富士谷敬介）
- 將國戡亂記（蘇萊曼）
- 咕嚕咕嚕魔法陣（艾特柏傑·安德魯／吉他吉他老伯）
- 黑色五葉草（費根雷翁·凡米里歐）
- 戰刻夜血（武田信玄）

2018年
- 魔法使的新娘（托利·伊尼斯）
- 七大罪 戒律的復活（都雷法斯、弗勞德林）
- POP TEAM EPIC（培根大口吃君〈第8話B段〉、竹生會幹部、謎之聲、沙勿略、旁白B）
- IDOLiSH7（八乙女宗助[9]）
- 牙鬥獸娘（椎名龍次）
- DARLING in the FRANXX（八、七賢人）
- 妖怪旅館營業中（大老闆、信長）
- 足球小將翼（羅伯特·本鄉）
- 魔法少女網站（網站管理人拾）
- 鬼燈的冷徹 第貳期 其之貳（別西卜）
- 食戟之靈 餐之皿 遠月列車篇（齋藤綜明）
- 奴隸區 The Animation（中央中）
- 琴之森（卡爾·亞當斯基）
- 千銃士（金兵衛[10]）
- GRAND BLUE 碧藍之海（壽龍次郎）
- 卡片戰鬥!! 先導者（岸田修）
- SSSS.GRIDMAN（馬克斯[11]）
- 黃金神威 第2期（鯉登少尉／鯉登音之進）

2019年
- 名侦探柯南（井隼森也）
- 荒野的壽飛行隊（功雄）
- JoJo的奇妙冒險 黃金之風（老闆／迪亞波羅、迪亞波羅〈布魯諾·布加拉提〉、深紅之王）
- 鬼滅之刃（宇髄天元）
- 獵獸神兵（ハンク[12]）
- BEM（貝姆[13]）
- 炎炎消防隊（武能登[14]）
- 卡片戰鬥!! 先導者 續·高中生篇（岸田修）
- 籃球少年王（花園千秋[15]）
- 歌舞伎町夏洛克（夏洛克·福爾摩斯[16]）
- 食戟之靈 神之皿（齋藤綜明）
- 崛起！萌獸寵物店（柴田源藏）
- 七大罪 眾神的逆麟（都雷法斯、弗勞德林）

2020年
- 寶可夢 旅途（美咲的不良蛙）
- A3！（松川伊助）
- 排球少年！！TO THE TOP（黑川廣樹）
- 阿爾蒂（利奧[17]）
- GO! 阿童木
- 邪神與廚二病少女'（魔界熊貓）
- 卡片戰鬥!! 先導者外傳 -if-（岸田修）
- DECA-DENCE（鏑木）
- 炎炎消防隊 貳之章（武能登）
- 非槍人生NO GUNS LIFE 第2期（艾德蒙特·貝卡）
- 闇影詩章（Sechs）
- 魔王學院的不適任者～史上最強的魔王始祖，轉生就讀子孫們的學校～（艾里奧·路德威爾）
- 食戟之靈 豪之皿（齋藤綜明）
- 黃金神威 第3期（鯉登音之進）
- IDOLiSH7 偶像星願-Second BEAT!（八乙女宗助）
- 光之戰記 -ZUERST-（拉德鮑德博士）
- 魔女之旅（年輕國王）
- 魔法科高中的劣等生 來訪者篇（岬寬）

2021年
- 魔術士歐菲 流浪之旅 基姆拉克篇（ラポワント）
- 七大罪 憤怒的審判（都雷法斯）
- 比方說，這是個出身魔王關附近的少年在新手村生活的故事（兀多拉）
- 境界觸發者 2nd season（生駒達人）
- SHAMAN KING (2021)（阿彌陀丸、約翰·丹巴德、卡梅爾·繆茨）
- 後空翻少年!!（高瀨亨）
- 如果究極進化的完全沉浸RPG比現實還更像垃圾遊戲的話（銀次）
- 入間同學入魔了！ 第2期（巴拉姆·希奇洛）
- 暗黑企業的迷宮（二之宮錦司）
- IDOLiSH7 偶像星願-Third BEAT!（八乙女宗助）
- 百萬噸級武藏（サーザント・エボル）
- 世界盡頭的聖騎士（布拉德）
- 鍵等（鳳咲夜）
- BUILD DIVIDE -#000000-（馬古利斯）
- 境界觸發者 3rd season（生駒達人）
- 鬼滅之刃 無限列車篇（宇髄天元）
- 鬼滅之刃 遊郭篇（宇髄天元）

2022年
- ORIENT 東方少年（鐘卷自齋[18]、旁白）
- 平凡職業造就世界最強 2nd season（弗利德·巴古亞）
- 里亞德錄大地（羅伯斯）
- 失格紋的最強賢者（阿休利爾）
- Animation x Paralympic：誰是你的英雄？（ドラティ）
- 蠟筆小新（月尾步）
- 夏日時光（雁切真砂人[19]、雁切巖、四手、菱形紙垂彥）
- BLACK★★ROCK SHOOTER DAWN FALL（アンディ）
- 黃金神威 第4期（鯉登音之進）
- 忍之一時（加賀時貞[20]）
- 入間同學入魔了！ 第3期（巴拉姆·希奇洛、洛克）
- 永久少年 Eternal Boys（石田直樹[21]）
- BLEACH 千年血戰篇（檜佐木修兵）
- 寶可夢 旅途（小智的赫拉克羅斯）
- 夫婦以上，戀人未滿。（店長／賀茂的哥哥）
- 福星小子（雷易[22]）
- BLUE LOCK 藍色監獄（蟻生十兵衛[23]）

2023年
- 淪落者之夜（瑪爾巴斯[24]）
- 寶可夢 旅途 目標是寶可夢大師（小智的龍蝦小兵、小智的卡比獸、小剛的不良蛙、小智的赫拉克羅斯）
- 大雪海的凱納（歐利諾加[25]）
- 英雄王，為了窮盡武道而轉生～而後成為世界最強見習騎士♀～（黑假面男[26]）
- 魔王學院的不適任者～史上最強的魔王始祖，轉生就讀子孫們的學校～II（艾里奧·路德威爾）
- Opus.COLORs 色彩高校星（中靜理央[27]）
- 肌肉魔法使-MASHLE-（布拉德·柯曼）
- 鬼滅之刃 刀匠村篇（宇髄天元）
- 魔法使的新娘 SEASON2（托利·伊尼斯）
- 鄰人似銀河（『獅子的拳擊手』師父）
- 屍體如山的死亡遊戲（四乃山尊）
- 能幹貓今天也憂鬱（織塚馨[28]）
- BLEACH 千年血戰篇（淺野啓吾）
- 妙廟美少女（男性朋友）
- 甜點轉生（肯特拉）
- 勇者赫魯庫（赫魯庫[29]）
- OVERTAKE!（真賀孝哉[30]）
- 柚木家的四兄弟（柚木春一、甲殼蟲）
- 聖魔大戰 BIKKURI-MEN（馬里斯[31]）
- 世界盡頭的聖騎士 鐵鏽之山的君王（布拉德）
- 藥師少女的獨語（高順[32]）
- 凹凸魔女的親子日常（彭多[33]）
- 烈焰先鋒 救國的橘衣消防員（朝比奈大吾[34]）
- 鴨乃橋論的禁忌推理（謝潑德·費亞）

2024年
- 通靈王FLOWERS（阿彌陀丸[35]）
- 王者天下（那貴[36]）
- 月刊妄想科學（花之介）
- 七大罪 啟示錄四騎士（都雷法斯）
- 勇氣爆發Bang Bravern（賽格尼提斯[37]）
- 逃走中 THE GREAT MISSION（狼月マコト[38]）
- 夜櫻家大作戰（夜櫻凶一郎[39]）
- 鬼滅之刃 柱訓練篇（宇髄天元[40]）
- 擅長逃跑的殿下（足利高氏[41]）
- 金肉人 完美超人始祖篇（羅賓假面[42]、イワオ[43]、岩）
- 異世界失格（晚禮服男[44]）
- 魔導具師妲莉亞永不妥協（古拉特·巴托洛內）
- Delico's Nursery（葛哈特·弗拉[45]）
- 神之塔 -Tower of God- 王子的歸還（夏鎮成[46]）
- 新人大叔冒險者，被最強隊伍操到死成無敵（凱爾文·烏魯沃爾夫[47]）
- BLUE LOCK 藍色監獄 VS. U-20 JAPAN（蟻生十兵衛[48]）
- 七大罪 啟示錄四騎士 第2期（都雷法斯）
- 地。-關於地球的運動-（奧克茲[49]）
- 唯願來世不相識（布袋竹人[50]）
- 機械臂（影丸）
- 平凡職業造就世界最強 3nd season（弗利德・巴古亞）
- 妖怪學校的菜鳥老師！（豆爸爸）
- Fate/strange Fake（汉萨·塞尔班迪斯）

2025年
- 藥師少女的獨語 第2期（高順[51]）
- 魔神創造傳（御富良院[52]、御羅院、熱良院）
- 超超超超超喜歡你的100個女朋友 第2期（相撲鍋爆錦）
- 歡迎來到日本，妖精小姐。（野盜頭領）
- 吸吸吸吸吸血鬼（坂本梅太郎[53]）
- 真·侍傳 YAIBA（鐵劍十郎[54]）
- 賽馬娘 蘆毛灰姑娘（北原穰[55]）
- WITCH WATCH 魔女守護者（乙木嶺仁[56]）
- 中禪寺老師妖怪講義錄 解謎就交給老師。（中禪寺秋彥[57]）
- 外星人姆姆（穴守順一郎[58]）
- 炎炎消防隊 參之章（武能登[59]）
- 涅庫羅諾美子的宇宙恐怖秀（加塔諾托亞[60]）
- GRAND BLUE 碧藍之海 Season 2（壽龍次郎[61]）
- GACHIAKUTA（恩琴[62]）
- 小小哥吉拉的逆襲（小小JJ[63]）
- 忍者和極道（輝村極道[64]）
- 東島丹三郎想成為假面騎士（東島丹三郎[65]）
- 妖怪旅館營業中 貳（大老闆[66]）
- Fate/strange Fake（漢薩·賽凡堤斯[67]）

### OVA
2013年
- 翠星上的加爾岡緹亞（比尼昂）

2014年
- 翠星上的加爾岡緹亞-遙遠的巡迴航路 前編（比尼昂）

2015年
- 無頭騎士異聞錄 DuRaRaRa!!×2 承 外傳！？ 第4.5話 我的心是火鍋的形狀 （田中湯姆）※劇場先行上映[68]
- 英雄公司（牙·奇漢）※漫畫第8卷DVD附贈特裝版

2016年
- 赤髮白雪姬（薩柯契）
- 監獄學園（諸葛岳人）
- FAIRY TAIL 妖精們的懲罰遊戲（拉格薩斯）
- 無頭騎士異聞錄 DuRaRaRa!!×2 結 外傳！？ 第19.5話 DuFuFuFu!!（田中湯姆）※劇場先行上映[69]
- 一拳超人 #06「過於不可能的殺人事件」（背心大師）
- FAIRY TAIL 納茲vs.梅比斯（尤里）

2017年
- 鬼平～那個男人，長谷川平藏～（長吉）

### 劇場版動畫
- 天元突破 紅蓮螺巖-紅蓮篇（卡米那）
- 天元突破 紅蓮螺巖-螺巖篇（卡米那）
- JoJo的奇妙冒險 幻影血脈（喬納森·喬斯達）

2009年
- 劇場版 超時空要塞F ～虛空歌姬～（奧茲馬·李）

2011年
- 劇場版 超時空要塞F ～戀離飛翼～（奧茲馬·李）

2012年
- 伏 鐵砲娘的捕物帳（日语：伏 鉄砲娘の捕物帳）（大山道節）

2019年
- 劇場版 王室教師海涅（老闆）
- LAIDBACKERS（雷納德）
- 屁屁偵探：咖哩香料事件（尖耳警官）
- 普羅米亞（梅斯）
- 劇場版 為了誰的鍊金術師（神威）

2020年
- 世界一初戀 ～求婚編～（高野政宗）
- 劇場版 SHIROBAKO（明日川源）
- 屁屁偵探：瓢蟲遺跡之謎（尖耳警官）
- 劇場版BEM～BECOME HUMAN～（貝姆）
- 鬼滅之刃劇場版 無限列車篇（宇髄天元）

2021年
- 屁屁偵探：舒芙蕾島的秘密（尖耳警官）
- 劇場短篇 超時空要塞F ～時之迷宮～（奧茲馬·李）
- 我的朋友霸王龍（ゴルゴ）

2022年
- 屁屁偵探電影：天才惡人屁屁亞蒂（尖耳警官）
- 屁屁偵探電影：夢想的巨無霸地瓜派園遊會（糰子丸尾）
- 機動戰士GUNDAM 庫克羅斯·德安之島（參謀）
- 電影版 後空翻少年！！（高瀨亨）

2023年
- GRIDMAN UNIVERSE（馬克斯[70]）

2024年
- 屁屁偵探電影：再見親愛的夥伴（屁屁）啊（尖耳警官）
- Code Geass 奪回的Rozé（物部勳[71]）

2025年
- 屁屁偵探電影：星與月（尖耳警官[72]）
- Virgin Punk: Clockwork Girl（Mr.優雅[73]）
- 鬼滅之刃劇場版 無限城篇 第一章 猗窩座再襲（宇髄天元[74]）
- IDOLiSH7-偶像星願- First BEAT! 劇場總集篇 前篇（八乙女宗助[75]）
- IDOLiSH7-偶像星願- First BEAT! 劇場總集篇 後篇（八乙女宗助[75]）

### 網路動畫
2001年
- 變種危機（金城）

2009年
- 義呆利 Axis Powers（Axis Powers hetalia）（美/國（阿爾弗雷德·F·瓊斯）、加/拿/大（馬修·威廉斯））

2014年
- 早安戀味蛋糕店（葵井一吹）

2015年
- 怪物彈珠（白濱太陽）

2017年
- 梦王国与沉睡的100王子 短篇动画（奧斯瓦德）

2018年
- 異世界居酒屋～古都阿伊特力亞的居酒屋阿信～（貝特霍爾德）[76]

2019年
- 7SEEDS（麻井蟬丸[77]）
- 圣斗士星矢 黄道十二宫骑士（鳳凰座一輝[78]）
- 拳願阿修羅（大久保直也[79]）

2021年
- 鬼滅學園 情人節篇（宇髓天元）
- 教教我吧北齋！-THE ANIMATION-（雷神、旁白、風神）

2022年
- 寶可夢 被稱為神的阿爾宙斯（小智的不良蛙）
- 風都偵探（立川蓮司）

2023年
- 終末的女武神II（海克力士[80]）
- 鬼武者（平九郎[81]）

2024年
- 高爾夫物語（東堂院戒[82]）

### 遊戲
- 食物語（八仙過海鬧羅漢）
- 明日方舟（银灰）
- 阴阳师（夜叉、阿修羅）
- 碧藍幻想（別西卜）
- 請認真的和我戀愛！！（風間翔一）
- 戰國無雙系列（前田利家、井伊直政）
- 無雙OROCHI系列（前田利家、酒吞童子、井伊直政）
- 北斗無雙（拳四郎）
- 刺客教條（阿爾泰·伊本·拉阿哈德）
- 幕末浪漫 月華劍士系列（鷲塚慶一郎）
- 拳皇系列（麦斯玛）
- 侍魂系列 劍客異聞錄 甦醒的蒼紅之刃（服部半藏）
- 血源诅咒（阿尔弗雷德）
- 傳奇系列
  - 交響曲傳奇（洛伊德‧亞溫）
  - 世界傳奇 閃耀神話（洛伊德‧亞溫）
- 召喚夜響曲4（昴）
- 天誅參 紅（藤岡鉄舟）
- 忍道 戒（黒鷹のザジ）
- 金色琴弦系列（王崎信武）
  - [PC/PS2/PSP]金色琴弦
  - [PS2]金色琴弦2
  - [PSP]金色琴弦2f
  - [PS2]金色琴弦2 encore
  - [PSP]金色琴弦2f encore
  - [PS2/PSP]金色琴弦3（如月律）
- 學園天堂系列（丹羽哲也）
  - [PS2/PSP]学园天堂
  - [PS2]学园天堂 Type B
  - [PS2]学园天堂 再来一份！
- [PS2/PSP]水之旋律2 ～緋之記憶～（遮那）
- 爱丽丝系列（帽子店布拉德·杜普雷）
  - [PC/PS2/PSP]心之国的爱丽丝（日语：ハートの国のアリス 〜Wonderful Wonder World〜）
  - [PC/PS2]三叶草之国的爱丽丝
  - [PC]小丑之国的爱丽丝
  - [PC]纪念日之国的爱丽丝
  - [PC]玩具匣之国的爱丽丝
- [PC]Love Drops（日语：Love☆Drops 〜みらくる同居物語〜）（真柴奏）
  - [PS2]
- [PC]晨曦时，梦见兮（東雲霖）
- [PS2]不思议游戏 朱雀异闻（星宿）
  - [DS]不思议游戏 DS
- [PS2]转生八犬士封魔录（日语：転生八犬士封魔録）（冢野昴）
- [PC/DC/PS/PS2/PSP]怪盗杏（望月草）
  - [PC]怪盗杏 完全版
- [PS2]于是我们， ...and he said（森本丈士）
- [PC/PS2/DS]阿拉伯迷情（日语：アラビアンズ・ロスト）（泰隆·贝尔）
- [PS2]Edel Blume（日语：エーデルブルーメ）（杰拉尔德·威尔贝鲁温特）
- [PS2]咎狗之血 True Blood（キリヲ）
  - [PSP]咎狗之血 True Blood 携带版
- [PC]妖之宫（六条院御影）
- [PSP]学园黑塔利亚 携带版（美国）
- [PSP]周刊少年Sunday Vs 周刊少年magazine（鬼眼之狂）
- [PS2]SKIP·BEAT!（敦贺莲）
- [PS2]幻影少年 cross road（洸）
- [PS2]你的秋之回忆～Girl's Style～（日语：ユア・メモリーズオフ〜Girl's Style〜）（库塔）
  - [PSP]你的秋之回忆～Girl's Style～ 携带版
- [PS2]幕末恋华 新选组（日语：幕末恋華 新選組）（山南敬助）
  - [DS]幕末恋华 新选组DS
- Rhapsodia（愛德加）
- Refrain Blue（松永善博）
- .hack//G.U.（榊）
- J-StarS Victory VS（拳四郎）
- 少年陰陽師（紅蓮／騰蛇）
- 廢棄公主（費雷(原代號雷斯)）
- 銀河天使（雷斯塔）
- Rewrite（鳳咲夜）
- [PSP]DIABOLIK LOVERS（逆卷憐司）
- 英雄傳說 軌跡系列（蓋伊·班寧斯）
  - [PS VITA] 英雄傳說 零之軌跡 Evolution
  - [PS VITA] 英雄傳說 碧之軌跡 Evolution
- 零～月蝕的假面～（霧島長四郎）
- 閃電十一人（源田幸次郎、雞井亮太）
- 人中之龍0 誓言的場所 （尾田純）
- 文豪與鍊金術師（小林多喜二）
- IDOLiSH7（八乙女宗助）
- 100日公主美男宮殿現代樂章（傑諾=杰洛德）
- イケメン王宮◆真夜中のシンデレラ （ゼノ=ジェラルド）
- 戰刻夜想曲（武田信玄）
- 鋼彈創壞者3（鋼普拉大師）
- Dragalia Lost ～失落的龍絆～（蘭薩弗）
- JUMP FORCE（拳四郎）
- 囚われのパルマ（狩谷稔）
- 新甲蟲王者（小次郎）
- 怪物彈珠（王者之劍、豬爺）
- 美男戰國～穿越時空之戀（毛利元就）
- 聖火降魔錄 英雄雲集（馬克斯、巴努托）
- 聖火降魔錄 風花雪月（修伯特·馮·貝斯特拉）
- 忍者必須死3（血影）
- 第五人格（慈善家）
- 彈射世界 (タージェス)

2021年
- 寶可夢大師（布拉塔諾博士）
- 魔法禁书目录 幻想收束（黑妻綿流）
- 如果重來（白宇皓）
- 白夜極光（伊斯塔萬）

2022年
- 審判之逝：湮滅的記憶（貞元響也）
- JOJO的奇妙冒險 群星之戰 重製版（迪亞波羅）

2023年
- 戰雙帕彌什（諾克提）
- 蕾斯萊莉婭娜的鍊金工房 ～忘卻的鍊金術與極夜的解放者～（藍澤·達赫）
- 碧藍幻想 Versus -RISING-（別西卜）

2024年
- 崩坏:星穹铁道（波提欧）
- 戀與深空（秦徹）
- 女神異聞錄：夜幕魅影（加納駿）
- 鋼彈創壞者4（鋼彈模型大師）[83]

2025年
- Fate/Grand Order（阿育王）

### 廣播劇
- 請認真的和我戀愛！！（風間翔一）
- 山月記特典1,2卷(古典小說朗讀)（/）
- 金色琴弦～放學後的練習曲（王崎信武）
- 青出於藍（鈴木）
- 白色獵人（老客人）
- 永遠的原野（石田太）
- 東京Deep Night（朝比奈優也）
- 鬼眼狂刀－狂奏曲（鬼眼之狂）
- Hanon（及川）
- Fookies（七）
- 指先之戀（那珂川時）
- 龍之遺言（他）
- 武器種族傳說廣播劇CD第1,2,3卷（臥魯克斯·哈伍德）
- 舞踏会の手帖（九鬼修季）
- 冰之魔物語（Wirt）
- 潘朵拉之心（基爾巴．奈特雷依/黑鴉）
- 義呆利 Axis Powers(Axis Powers hetalia)（美國（阿爾弗雷德·F·瓊斯））
- 義呆利 Axis Powers 數羊cd vol.8 美國x英國(Axis Powers hetalia)（美國（阿爾弗雷德·F·瓊斯））
- 世界一初戀（高野/嵯峨政宗）
- 今様天狗綺譚 BLACK BIRD（豐前）

### 廣播劇CD
- 小書痴的下剋上：為了成為圖書管理員不擇手段！
  - 廣播劇CD7（艾爾維洛米、賽吉烏斯[84]）
  - 廣播劇CD9（艾爾維洛米[85]）
  - 廣播劇CD10（艾爾維洛米[86]）

### 日文配音
- 流星花園（道明寺司）
- 變形金剛：復仇之戰（泥檔）
- 軍雞（亮）

### 特攝
2000年代
- 超人力霸王THE NEXT（2004年，THE ONE的聲音）
- 劇場版 假面騎士Decade 全騎士 VS 大修卡（2009年）

2010年代
- 天裝戰隊護星者（2010年，護星騎士的聲音 / 黑暗護星騎士的聲音）
- 天裝戰隊護星者 Epic On The Movie（2010年，護星騎士的聲音）
- 歸來的天裝戰隊護星者 Last Epic（2011年，護星騎士的聲音）
- 豪快者 護星者 超級戰隊199英雄大決戰（2011年，護星騎士的聲音）
- 天裝戰隊護星者VS真劍者 Epic on 銀幕（2011年，護星騎士的聲音）
- 非公認戰隊秋葉原連者 Season痛（2013年，智慧型手機Monger的聲音、國鱒智機桃花木的聲音）
- Televi-Kun超戰鬥DVD 假面騎士EX-AID [裏技]假面騎士Para-DX（2017年，哈特納崩源體的聲音）
- 劇場版 超人力霸王捷德 連繫起來！ 願望！！（2018年，基魯巴利斯的聲音[87]）

2020年代
- 假面騎士GOTCHARD（2023年，旁白、GOTCHARD驅動器的聲音）

### 廣播節目
- TALES RING（2004年，animate TV）
- 金色琴弦〜放學後的練習曲〜（2005年，TBS廣播、Lantis Web Radio）
- 網球王子 On The Radio（2005年、文化放送）
- 週刊少年FANG（2006年－2007年，文化放送・關西電台）
- 少年陰陽師，彼方に放つ声をきけ〜略稱孫廣播（2006年－2008年，animate TV）
- お・り・が・みステーション〜悪の組織ラジオ（2006年，Web廣播）
- TALES RING交響曲（2007年－2008年，animate TV）
- ラジオ・バンブーブレード〜文武両道!（2007年－2008年，音泉）
- 小生意氣!!（2008年 - 2009年、animate TV）
- 廣播幻想水滸傳 收集！108星！（2008年，KONAMI STATION、音泉）
- 超時空要塞Frontier〜ウラ・URAデカルチャー〜（2009年－2010年，聲優Animate）
- 潮風放送局〜湊STATION廣播〜風間家篇〜（2010年－2012年，官方網站）
- 小西克幸・小川麻琴的ぶんぶんシアター（2010年－2014年，文化放送）
- 小野坂・小西のO+K（2010年－2017年，animate TV）
- ヴァナTV廣播（2011年－2012年，「最終幻想XI」官方網站）
- 今天的彰。明天的克幸。（2012年－2017年，聲優Animate→animate TV→animate Times）
- 鐵炮娘的捕物帳廣播（2013年，音泉）[88]
- 屬性同好會廣播製作部（暫）（2013年－2014年、音泉）
- 廣播監獄學園（2015年，音泉）

### 歌曲
- 金色琴弦
  - 王崎信武(小西克幸) - はるかな空へ
  - 月森蓮(谷山紀章)、王崎信武(小西克幸) - VIBRATO ～the way you are～
  - 加地葵(宮野真守)、王崎信武(小西克幸) - December Dream
  - 王崎信武(小西克幸) - L'armonia ～君がくれたもの～
  - 王崎信武(小西克幸) - After The Rain
  - 如月律(小西克幸) - 夢の軌跡
- 鬼眼狂刀
  - 壬生京四郎(小西克幸)祈念
  - 鬼眼之狂(小西克幸)孤乱
- LOVELESS
  - 青柳立夏(皆川纯子)、我妻草燈(小西克幸) - ENTRUST
  - 我妻草燈(小西克幸) -爱しい人よ
- 網球王子
  - 梶本貴久(小西克幸) -over
- 幻影少年
  - 白銀(諏訪部順一) , 洸(小西克幸) - 覺醒 ～dark and light～
- 幕末恋華 新撰組
  - 山南敬助(小西克幸)華に夢
- 少年陰陽師
  - 紅蓮(小西克幸) - 誓い
  - 紅蓮(小西克幸) - 焰心
  - [[安倍昌浩(甲斐田幸) , 紅蓮(小西克幸) - 緋色の大河]]
- 学園天堂
  - 丹羽哲也(小西克幸) - 俺にまかせろ
- 天元突破 紅蓮螺巖
  - シモン(柿原徹也) ,カミナ(小西克幸) - BREAK THROUGH THE DREAM
- 神曲奏界
  - アーティスト(小西克幸) - REAL -レンバルト キャラクターソング
- Love☆Drops 〜みらくる同居物語〜 キャラクターソングCD vol.3 Hugo&Kanade
  - 「曉月夜」（真柴奏）
- Axis Powers Hetalia
  - アメリカ(小西克幸) - ヘタリア キャラクターCD Vol.6 アメリカ - W‧D‧C World Dancing~、Hamburger street

### 手機應用程式
- あやかし秘密の生徒会（龍崎京）
- 12名溫柔殺手（對馬劍司）
- 幕末新撰組戀浪漫's（土方歲三）
- 明日方舟 (银灰)
- 薑餅人王國 (火龍果龍族餅乾)
- 白夜極光（伊斯塔萬）
- 忍者必須死 (血影)
- 戀與深空（秦彻）

### 其他
- Kiramune Presents Reading Live「惡魔的謎語〜escape 6〜」（2013年）
- CR戰國雙天會卷 華戀姬傳（明智光秀）
- CR武神烈傳（明智光秀）
- CR天下烈傳（明智光秀）
- CR真·北斗無雙（拳四郎）
- 彈珠機 鐵拳對鋼拳（澤村米示）
- 尚古集成館 島津齊彬與我（島津齊彬）
- 終將成為神話的放學後戰爭 朗讀試聽（2016年）[89]
- 音頻劇 SSSS.GRIDMAN（2018年，馬克斯）

## 外部連結
- 賢Production公式官網的聲優簡介 （页面存档备份，存于） （日語）
- 小西克幸的X（前Twitter） （日語）

| 前任： 杉本有美 （炎神戰隊轟音者） | 日本超級戰隊系列銀色戰士演員（聲演） 天裝戰隊護星者 2010年2月14日－2011年2月6日 | 繼任： 池田純矢 （海賊戰隊豪快者） |